# Neopontonides
Neopontonides is een geslacht van kreeftachtigen uit de klasse van de Malacostraca (hogere kreeftachtigen).

## Soorten
- Neopontonides beaufortensis (Borradaile, 1920)
- Neopontonides brucei Fransen & de Almeida, 2009
- Neopontonides chacei Heard, 1986
- Neopontonides dentiger Holthuis, 1951
- Neopontonides henryvonprahli Ramos, 1995